# 维斯孔塔
维斯孔塔（法語：Viscomtat，法語發音：[viskɔ̃ta]）是法国多姆山省的一个市镇，属于蒂耶尔区。

## 地理
维斯孔塔（45°49'42"N, 3°40'34"E）面积25.44 平方千米，位于法国奥弗涅-罗讷-阿尔卑斯大区多姆山省，该省份为法国中南部省份，北起阿列省接壤，东临卢瓦尔省，南至上盧瓦爾省和康塔爾省，西接科雷兹省和克勒兹省。
与维斯孔塔接壤的市镇（或旧市镇、城区）包括：努瓦雷塔布勒、迪罗勒河畔塞勒、沙布勒洛什、圣阿加特、沃洛尔蒙塔涅。

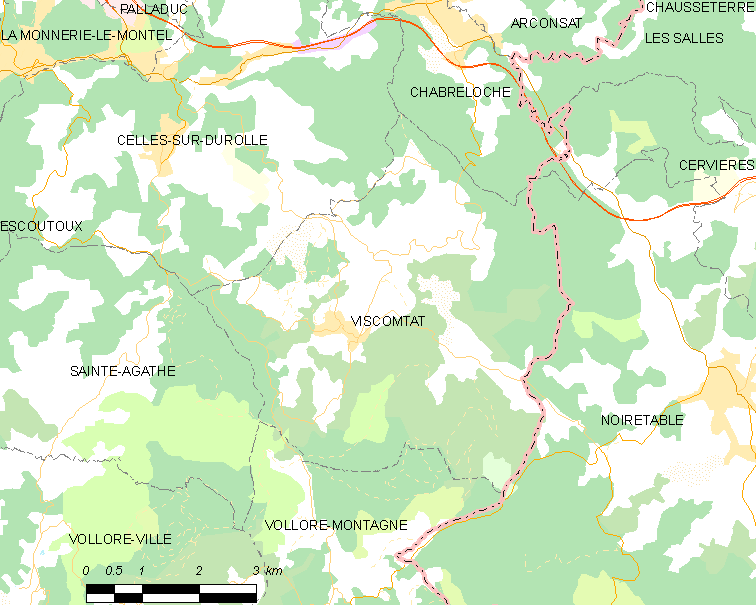
维斯孔塔的OSM定位图

维斯孔塔的时区为UTC+01:00、UTC+02:00（夏令时）。

## 行政
维斯孔塔的邮政编码为63250，INSEE市镇编码为63463。

## 政治
维斯孔塔所属的省级选区为蒂耶尔县。

## 人口

1962-2008年间维斯孔塔人口变化图示

维斯孔塔于2022年1月1日时的人口数量为503人。